# Carabodes azoricus
Carabodes azoricus är en kvalsterart som beskrevs av C. och C., jr. Pérez-Íñigo 1996. Carabodes azoricus ingår i släktet Carabodes och familjen Carabodidae. Inga underarter finns listade.